# Országos Pedagógiai Könyvtár és Múzeum
Országos Pedagógiai Könyvtár és Múzeum egy 1877-es alapítású budapesti múzeum. Jelenlegi székhelye a budapesti Könyves Kálmán krt. 40. szám alatt található Tündérpalota.

## Története
Az Országos tanszermúzeumot Trefort Ágoston kultuszminiszter alapította a dualizmus időszakában, 1877-ben. Gyűjtötték a régi taneszközöket, de még nagyobb hangsúlyt helyeztek a kortárs hazai és külföldi iskolai berendezési tárgyak, szemléltető eszközök, tankönyvek, szakkönyvek beszerzésére. Gyűjteményükkel ösztönözték a magyar tanszergyártást. Céljuk az Eötvös József-féle népoktatási reform (1868) gyakorlatba való átültetése volt. 1933-ban az intézményt megszüntették. 1958-ban szervezték újra – mint országos feladatkörű szakkönyvtárat – mely 1968-ban országos feladatkörű szakmúzeummal bővült.

## Gyűjteménye
Az 1990-es évek második felében főbb egységei:
Könyvtár 
- Pedagógiai, pszichológiai témájú könyvek és folyóiratok (mintegy 500 000 kötet)
- Gyermek- és ifjúsági különgyűjtemény (50 000 kötet)
- Nemzeti Tankönyvtár (70 ezer kötet)
- Iskolai értesítők különgyűjtemény (80 ezer db)

Múzeum
- Archív fotók és diafelvételek (39 ezret meghaladó).
- Történeti dokumentumok (24 ezer db).
- Adattár (18 ezer db)

Továbbá rendelkezik még jelentős numizmatikai-, képzőművészeti- és gyermekrajz anyaggal.

## Kiállításai
Eötvös József és a népoktatás címen állandó kiállítást tart fent Ercsiben, ottani filiáléjában, az Eötvös József Emlékmúzeumban. Jeles időszaki kiállításokat rendez, például Vésnökök és mesterek c. ötvösművészeti kiállítása volt 2006-ban.

## Nevezetes muzeális tárgyaiból
Jeles tárgyi emlékek vannak a múzeum birtokában például a nagyszombati egyetem fizikatanításához használt 18. századi demonstrációs eszközök, az 1728-ban készült Hevelius-féle éggömb, a barokk egyensúlyozó baba, a leideni palack. Nevezetesek még Jedlik Ányos kísérleti eszközei (dinamó, kisütő készülék) és Eötvös Loránd egyetemi oktatói eszközei (kettősmérleg, könyökinga, elektrométer).